# Carpholithia
Carpholithia é um gênero de traça pertencente à família Arctiidae.